# ماریو کاچیا
ماریو کاچیا (انگلیسی: Mario Caccia؛ زادهٔ ۲۲ ژوئن ۱۹۲۰) بازیکن فوتبال اهل ایتالیا است.
از باشگاه‌هایی که در آن بازی کرده‌است می‌توان به باشگاه فوتبال اینتر میلان، باشگاه فوتبال ارورا پرو پاتریا ۱۹۱۹، باشگاه فوتبال پیزا، و باشگاه فوتبال لچه اشاره کرد.